# Eberhard Welty
Eberhard Welty OP (* 15. September 1902 als Franz Theodor Welty in Anholt; † 2. Juni 1965 in Freiburg i. Br.) war ein deutscher Dominikaner und  Sozialethiker.

## Leben
1922 trat Franz Theodor Welty in den Dominikanerorden ein und nahm den Ordensnamen Eberhard an. Er studierte sowohl an der Düsseldorfer Hochschule des Dominikanerordens als auch an der Universität Köln, unter anderem bei Leopold von Wiese und Theodor Brauer, Volkswirtschaft und Soziologie. In Köln wurde er Mitglied der Katholischen Studentenverbindung Winfridia im KV und war 1933 Hörer Carl Schmitts, dem er später erste Nachkriegspublikationen ermöglichte. 1935 wurde er an der Universität Köln zum Dr. rer. pol. promoviert, das Thema seiner Dissertation lautete: Gemeinschaft und Einzelmensch. Eine sozial-metaphysische Untersuchung nach den Grundsätzen des hl. Thomas von Aquin.
Ab 1930 war er an der Hochschule der Dominikaner in Walberberg Dozent für Ethik und Moraltheologie. Zusammen mit dem Provinzial der Dominikaner Pater Laurentius Siemer gehörte er zum Kölner Widerstandskreis gegen den Nationalsozialismus, dem sog. Kölner Kreis.
Nach dem Krieg gründete Welty zusammen mit Laurentius Siemer 1946 die Zeitschrift Die neue Ordnung und hatte maßgebenden Einfluss auf das im Jahre 1947 aufgestellte Programm der CDU, das Ahlener Programm. Er nannte seine Vorstellungen „christlichen Sozialismus“. Der Einfluss von Welty und seinen Anhängern in der CDU ging in der Folgezeit aber zurück und beschränkte sich letztlich nur noch auf die Sozialausschüsse der CDU. Da Welty auch über gute Kontakte zur SPD verfügte, war er an der Ausarbeitung des Godesberger Programms im Jahre 1959 beteiligt.

## Schriften
- Herders Sozialkatechismus. Ein Werkbuch der katholischen Sozialethik in Frage und Antwort, bearbeitet von Eberhard Welty. Herder, Freiburg 1951–1958.
- Die Entscheidung in die Zukunft. Grundsätze und Hinweise zur Neuordnung im deutschen Lebensraum. F.H. Kerle Verlag, Heidelberg 1946.